# Folkets Dagblad
Folkets Dagblad (kinesiska: 人民日报, Rénmín rìbào), är Kinas kommunistiska partis officiella partiorgan.  Med en upplaga på 2,5 miljoner är den jämte Referensnyheter den största tidningen i Kina. Tidningens officiella status gör att den ger läsarna en direkt insyn i vilka ståndpunkter det politiska ledarskapet i landet intar i olika samhällsfrågor.

## Historia
Folkets Dagblad började ges ut i provinsen Hebei den 15 juni 1948 som regional tidning för Kinas kommunistiska parti. Efter att Peking i januari 1949 hade erövrats av kommunisterna i det kinesiska inbördeskriget förlades redaktionen i mars samma år till huvudstaden. I augusti 1949 blev tidningen officiellt organ för Kommunistpartiets centralkommitté. I början av 1954 åkte personal från redaktionen under ledning av Deng Tuo till Sovjetunionen för att lära sig av kollegorna på tidningen Pravda, som i det landet hade en samhällsfunktion som förmedlare av Kommunistpartiets officiella ståndpunkter. Bland det som den kinesiska delegationen tog inspiration av under besöket i Sovjet var vad som borde publiceras offentligt och vad som endast borde publiceras internt i partiet, man förkortade även tidigare detaljrika och långa artiklar samt lade större fokus på ledarsidan. Deng Tuo såg journalistik som utbildning lika mycket för partiet och redaktionen själv som för massorna och en viktig del i den socialistiska samhällsomvälvningen.
Under kulturrevolutionen var artiklarna i Folkets dagblad ett vanligt sätt för både kineser och utlänningar att få reda på vad den kinesiska regeringen planerade att göra eller vilka beslut som hade godkänts av ordförande Mao. Om en lokal eller regional samhällsförändring inte uppmärksammades i de stora tidningarna kunde det tolkas som att partiet på nationell nivå inte gav sitt stöd till förändringen, vilket exempelvis gällde bildandet av Shanghaikommunen 1967 under kulturrevolutionens tidiga fas som inte stöddes av Mao Zedong då han fruktade att partiet höll på att förlora kontrollen över samhället.

## Chefredaktörer
- Zhang Panshi (张磐石)
- Hu Qiaomu (胡乔木)
- Fan Changjiang (范长江)
- Deng Tuo (邓拓)
- Hu Jiwei (胡绩伟)
- Qin Chuan (秦川)
- Qian Liren (钱李仁)
- Gao Di (高狄)
- Shao Huaze (邵华泽)
- Bai Keming (白克明)
- Xu Zhongtian (许中田)
- Wang Chen (王晨)
- Zhang Yannong (张研农) (nuvarande)